# Alejandro Zambra
Alejandro Zambra Infantas (Santiago, 24 de setembro de 1975) é um poeta e narrador chileno, selecionado em 2007 pelo Hay Festival e pelo Bogotá39 como um dos 39 escritores latino-americanos  mais importantes com menos de 39 anos e eleito em 2010 pela revista britânica Granta entre os 22 melhores escritores de língua espanhola com menos de 35 anos.

## Biografia
Filho de Horacio Zambra e Rosa Infantas, nasceu em Villa Portales, mas quando Alejandro tinha cinco anos de idade, se mudaram à villa Las Terrazas, em Maipú.
Zambra se matriculou no sétimo ano básico no Instituto Nacional José Miguel Carreira, onde chegaria a ser presidente da ALCIN (Academia de Letras Castelhanas) em 1993.
Ingressou depois na Universidade de Chile (licenciou-se em Literatura Hispânica). Aos 20 anos já vivia independentemente e, além de estudar, trabalhava: respondendo a telefonemas, em bibliotecas, como carteiro, como junior. Assim recorda aquela época em que se considerava poeta:
"Entrar na literatura foi muito hippie. Era uma coisa maravilhosa, todo mundo bebendo e fumando maconha. Depois vi que não era bem assim: muita gente não gostava tanto da carreira".
Depois de se formar em 1997, conseguiu uma bolsa em Madri. Em Espanha obteria um mestrado em filologia hispânica do CSIC, se casaria com uma desenhadora e separaria-se em pouco tempo.
Ao regressar ao Chile, foi viver no bairro Bellavista num apartamento de doze metros quadrados na rua Dardignac, "onde o único que tinha era um gato, uma cadeira de rodas antiga, uma cama e uma pilha de livros".
Zambra começou sua carreira literária como poeta —seu primeiro livro, Bahia Inútil em 1998 e o segundo, Mudança, em 2003—, mas depois passou à narrativa.
Em 2006 lançou pela editora espanhola Anagrama seu primeiro romance, Bonsái, que de imediato se converteu num sucesso, tanto de crítica (no Chile ganhou vários prêmios) como de público. Tem sido traduzido a vários idiomas (em português foi publicado pela editora Cosac Naify). Adaptada ao cinema por Cristián Jiménez, o filme foi apresentado no Festival de Cannes de 2011.
Sobre a literatura chilena, dizia em 2003 que "na prosa, acho que o melhor escritor chileno de todos os tempos é José Santos González Vera, que tem uma maestria impressionante em captar a paisagem de uma cidade chilena, minha paisagem. Juan Emar também me interessa muito".
Respondendo a uma pergunta sobre Proust, disse: "Nunca senti uma influência estilística verdadeiramente determinante, exceto ao princípio, aos 15 anos, quando li os poemas breves de Pound. Escrevi, nesse tempo, um livro titulado Hamartía, que era uma coleção de imagens sobre espécies de erros, ou instantes contraditórios. Acho que não eram muito bons, mas sim tenho consciência de ter imitado o estilo desses poemas de Pound, e dessa escola herdei um desejo de precisão. Logo, ao ler Proust, não passou por minha cabeça escrever assim. Mas desfruto muito dessas leituras".
É doutor em literatura pela Universidade Católica, ensina literatura na Universidade Diego Portais. Foi co-diretor, junto com Andrés Anwandter, da revista de poesia Humo, tem colaborado com críticas literárias e colunas em diversos jornais e revistas como Las Últimas Notícias (onde durante três anos escreveu a coluna Hoja por hoja), El Mercurio, La Tercera e The Clinic; também tem escrito para o suplemento literário Babelia do  El País, a revista espanhola Turia e a mexicana Letras Libres.
Zambra —que vive em La Reina, na zona oriental de Santiago— sofre de grandes enxaquecas, que não lhe deixam dormir, "uma dor que te quer matar", segundo suas próprias palavras. A enxaqueca cluster, que o persegue faz anos, é de origem tensional e todos os esforços que tem feito para acabar com ela tem sido infrutíferos. "Com a metade da cara paralisada pela dor não se pode fazer nada. É uma condenação muito desagradável", diz. O protagonista de Formas de voltar a casa, sua terceira novela que tem muito de autobiográfico, sofria também essa doença, mas esta não chegou à edição definitiva do livro.
No ano 2015 a Biblioteca Pública de Nova York conferiu uma bolsa ao autor com uma estadia de nove meses na cidade  para que trabalhasse num livro sobre bibliotecas chamado "Cemitérios pessoais".

## Obras

### Poesia
- 1998 - Baía Inútil, poesia 1996-1998, Edições Stratis, Santiago, ISBN 978-956-288-147-0
- 2003 - Mudança, Santiago, Quid Edições (reedición: Edições Tácitas, 2008. Santiago. Edição em Espanha e com prólogo de Raúl Zurita: Edições Contrabando, Valencia, 2014)
- 2014 - Facsímil, Santiago, Hueders. Edição em Argentina, Eterna Cadencia (2015) e em Espanha e México em Sexto Andar (2015).

### Romance
- 2006 - Bonsái, Anagrama, Barcelona
- 2007 - A vida privada das árvores, Anagrama, Barcelona
- 2011 - Formas de voltar a casa, Anagrama, Barcelona
- 2020 - Poeta Chileno, Anagrama, Barcelona
- 2023 - Literatura infantil, Anagrama, Barcelona

### Conto
- 2013 - Meus documentos, Anagrama, Barcelona. Contém 11 relatos divididos em três secções:
  - I: Meus documentos, Camilo, Lembranças de um computador pessoal, Verdadeiro ou falso, Longa distância; II: Instituto Nacional, Eu fumava muito bem; III: Obrigado, O homem mais chileno do mundo; Vida de família; Fazer memória

### Ensaio
- 2002 - «A montanha russa», em Roberto Bolaño: a escritura como tauromaquia
- 2010 - Não ler, recopilación de críticas, Edições Universidade Diego Portais (versão actualizada e revisada: Excursiones, Buenos Aires, 2012; edição em Espanha: Alpha Decay, Barcelona, 2012)
- 2019 - Tema libre,[10] Anagrama, Barcelona
- 2023 - Un cuento de Navidad, Gris Tormenta

## Prêmios
- Prêmio da Crítica de Chile 2007 por Bonsái (melhor novela do ano 2006)
- Prêmio do Conselho Nacional do Livro de Chile 2007 por Bonsái (melhor novela do ano 2006)
- Prêmio Altazor 2012 por Formas de voltar a casa (melhor obra narrativa 2011)
- Prêmio Literarte III pelo poema "Direcciones", em colaboração com a artista Sachiyo Nishimura (2005)
- Finalista do Prêmio Altazor 2007 por Bonsái
- Finalista Best Translated Book of the year (2008) por Bonsái
- Finalista do Prix du Marais 2010 pela vida privada das árvores (A Vie privée dês arbres)
- Nominado a International IMPAC Dublin Literary Award 2012 pela vida privada das árvores (The Private Lives of Trees)
- Finalista Premeio As Américas 2012 por Formas de voltar a casa
- Finalista Premeio Médicis 2012 por Formas de voltar a casa (Personnages secondaires)
- Prêmio do Conselho Nacional do Livro de Chile 2012 por Formas de voltar a casa[11]
- Premeio Príncipe Claus 2013[12]
- Prêmio Municipal de Literatura 2014, género conto, por Meus documentos